# Молино (Флорида)
Молино (енгл. Molino) насељено је место без административног статуса у америчкој савезној држави Флорида.

## Демографија
По попису из 2010. године број становника је 1.277, што је 35 (-2,7%) становника мање него 2000. године.
| Група             | 2000.       | 2010.       |
| Белци             | 927 (70,7%) | 950 (74,4%) |
| Афроамериканци    | 324 (24,7%) | 264 (20,7%) |
| Азијати           | 4 (0,3%)    | 6 (0,5%)    |
| Хиспаноамериканци | 11 (0,8%)   | 25 (2,0%)   |
| Укупно            | 1.312       | 1.277       |